# Осколково-трасувальний снаряд
Оско́лково-трасу́вальний снаряд — різновид артилерійського снаряда основного призначення, для ураження відкритої та тієї, що знаходиться за легкими укриттями живої сили і військової техніки противника, у тому числі літальних апаратів. При вибуху снаряда ціль уражається осколками корпусу і частково продуктами вибуху і ударною хвилею. Осколково-трасувальний снаряд оснащений трасером, що дозволяє стежити за напрямком польоту снаряда.
В основному застосовується в малокаліберній зенітній артилерії для ураження осколками повітряних, легких морських та берегових цілей.
Осколково-трасувальний снаряд складається з корпусу, наповненого вибуховою речовиною, трасувального пристрою та головного детонатора. Для запобігання розриву снаряда під час падіння на землю, трасувальний пристрій часто використовують для самоліквідації снаряда. В цьому випадку розривний заряд з'єднують з трасувальною сумішшю передавальною пороховою сумішшю. Всередині корпус розділений перегородкою на дві частини: у верхній частині міститься вибухова речовина, а в нижній — трасувальна суміш. В отворі перегородки знаходиться передавальна порохова суміш, яка запалюється трасувальною сумішшю в той момент, коли снаряд, не потрапивши в ціль, починає летіти по доземній гілці траєкторії. Палаюча передавальна порохова суміш викликає вибух розривного заряду. Для надійнішої детонації вибухової речовини передавальний пороховий заряд іноді підсилюють додатково капсулем-детонатором. При стрільбі зенітної артилерії самоліквідація снарядів має велике значення, бо снаряди, що не потрапили в ціль, при падінні на землю можуть уразити свої війська.